# Kỳ giông khổng lồ Nhật Bản
Kỳ giông khổng lồ Nhật Bản (danh pháp khoa học: Andrias japonicus) là một loài kỳ giông đặc hữu Nhật Bản, nơi nó được gọi là Ōsanshōuo (オオサンショウウオ/大山椒魚), nghĩa là "cá sơn tiêu lớn". Với chiều dài lên đến 1,5 mét, nó là loài kỳ giông lớn thứ nhì trên thế giới, chỉ sau kỳ giông khổng lồ Trung Quốc (A. davidianus).

## Tập tính
Kỳ giông khổng lồ của Nhật Bản, giới hạn trong các suối nước lạnh và trong, sống hoàn toàn dưới nước và sinh hoạt về đêm. Không giống như những loài kỳ giông khác rụng mang sớm trong chu kỳ sống của chúng, chúng chỉ ngoi đầu lên mặt nước để lấy không khí mà không mạo hiểm ra khỏi nước và lên mặt đất. Ngoài ra do kích thước lớn và thiếu mang, chúng bị hạn chế ở khu vực nước chảy và chứa nhiều oxy. Khi bị đe dọa, loài kỳ nhông này có thể tiết ra một chất màu trắng đục có mùi mạnh có mùi giống như sơn tiêu Nhật Bản (Zanthoxylum piperitum), vì thế tên của nó trong tiếng Nhật là cá sơn tiêu khổng lồ. Loài này có thị lực rất kém, và sở hữu các tế bào đặc biệt cảm giác bao phủ da của nó, chạy từ đầu đến chân. Những tế bào cảm giác có hình dạng như lông phát hiện rung động nhỏ trong môi trường, và khá giống với các tế bào lông của tai trong của con người. Tính năng này cần thiết để giúp nó săn mồi do thị lực kém của nó. Loài kỳ giông này ăn chủ yếu là côn trùng, ếch nhái và cá. Nó có quá trình trao đổi chất chậm và thiếu các đối thủ cạnh tranh tự nhiên. Nó là một loài sống lâu, với cá thể nuôi nhốt sống lâu kỷ lục ở Natura Artis Magistra, Hà Lan, sống đến 52 năm. Trong tự nhiên chúng có thể sống đến 80 năm.

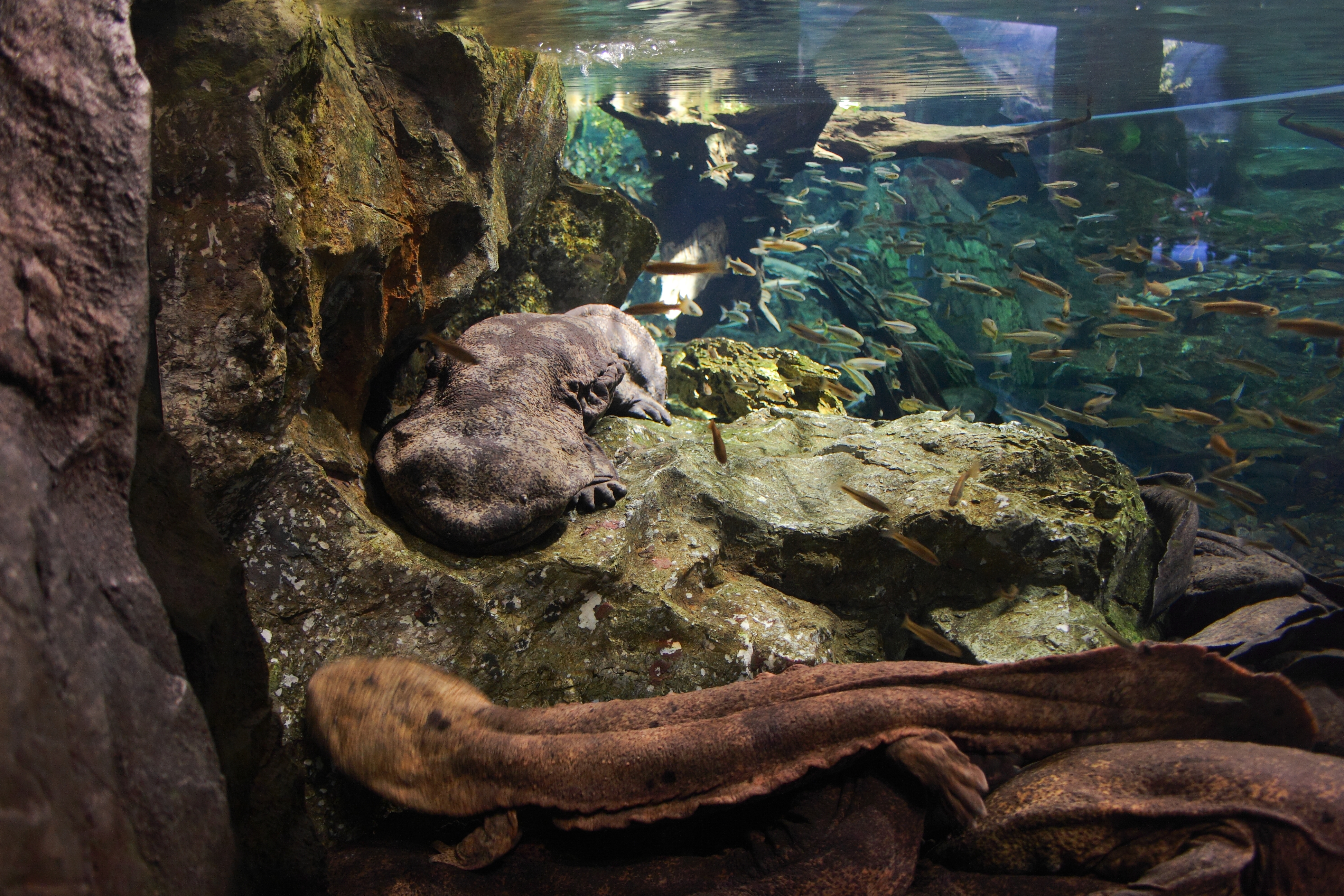
Một cặp Kỳ giông khổng lồ Nhật Bản nuôi nhốt

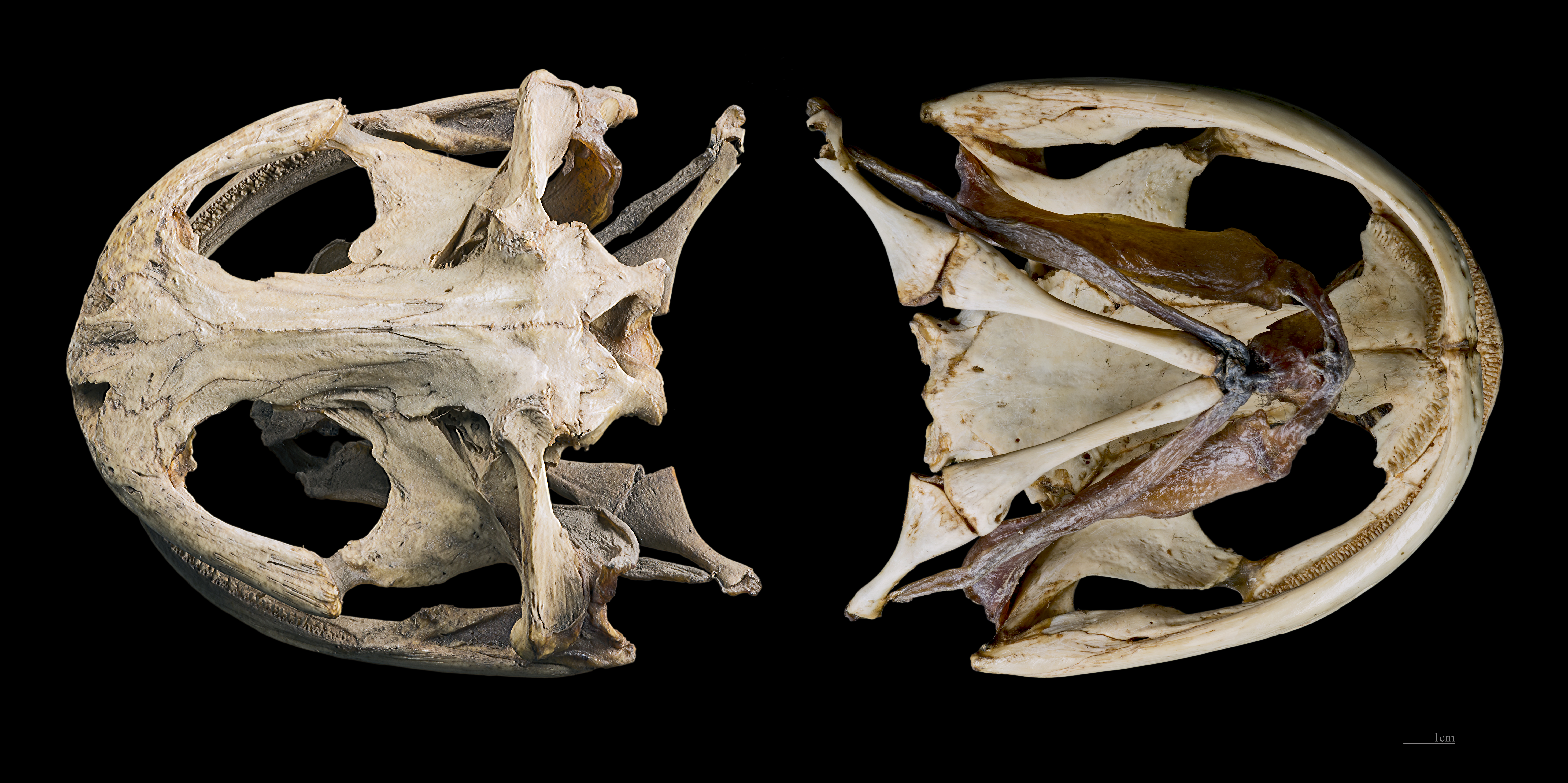
Hộp sọ của Andrias japonicus

## Lịch sử
Kỳ giông khổng lồ Nhật Bản lần đầu tiên được những người châu Âu lập danh lục khi bác sĩ nội trú trên đảo Dejima ở Nagasaki là Philipp Franz von Siebold bắt được một cá thể và vận chuyển nó về Leiden, Hà Lan, vào thập niên 1820. Loài này được chọn là loài vật biểu tượng quốc gia đặc biệt vào năm 1951 và đã được bảo vệ. Nó là một loài sống sót từ Thượng kỷ Jura, cách đây khoảng 140 triệu năm.

## Tình trạng
Kỳ giông khổng lồ Nhật Bản đang bị đe dọa bởi nạn ô nhiễm, sự mất môi trường sống (trong số những thay đổi khác là sự lắng đọng bùn ở các con sông nơi nó sinh sống), và săn bắt quá mức. Nó được IUCN coi là loài sắp bị đe dọa, và đã được đưa vào Phụ lục I của CITES. Nó có thể được tìm thấy trên các đảo Kyushu, Honshu và Shikoku ở Nhật Bản. Trong quá khứ, chúng đã bị người ta đánh bắt ở các con sông, suối làm thực phẩm, nhưng hiện nay việc săn bắn đã chấm dứt bởi các đạo luật bảo vệ.

## Chu kỳ sống
Vòng đời tương tự như của loài kỳ giông lưỡng cư, ngoại trừ nó không lên cạn và vẫn ở dưới nước trong suốt cuộc đời. Cụ thể, đến mùa sinh sản kỳ giông khổng lồ Nhật Bản bơi ngược lên các dòng suối miền núi để đẻ trứng. Kỳ giông đực phóng tinh dịch lên trứng do kỳ giông cái đẻ ra. Ấu trùng sinh ra từ trứng đã thụ tinh và mất mang khi biến hóa thành kỳ giông trưởng thành.

## Trong văn hóa

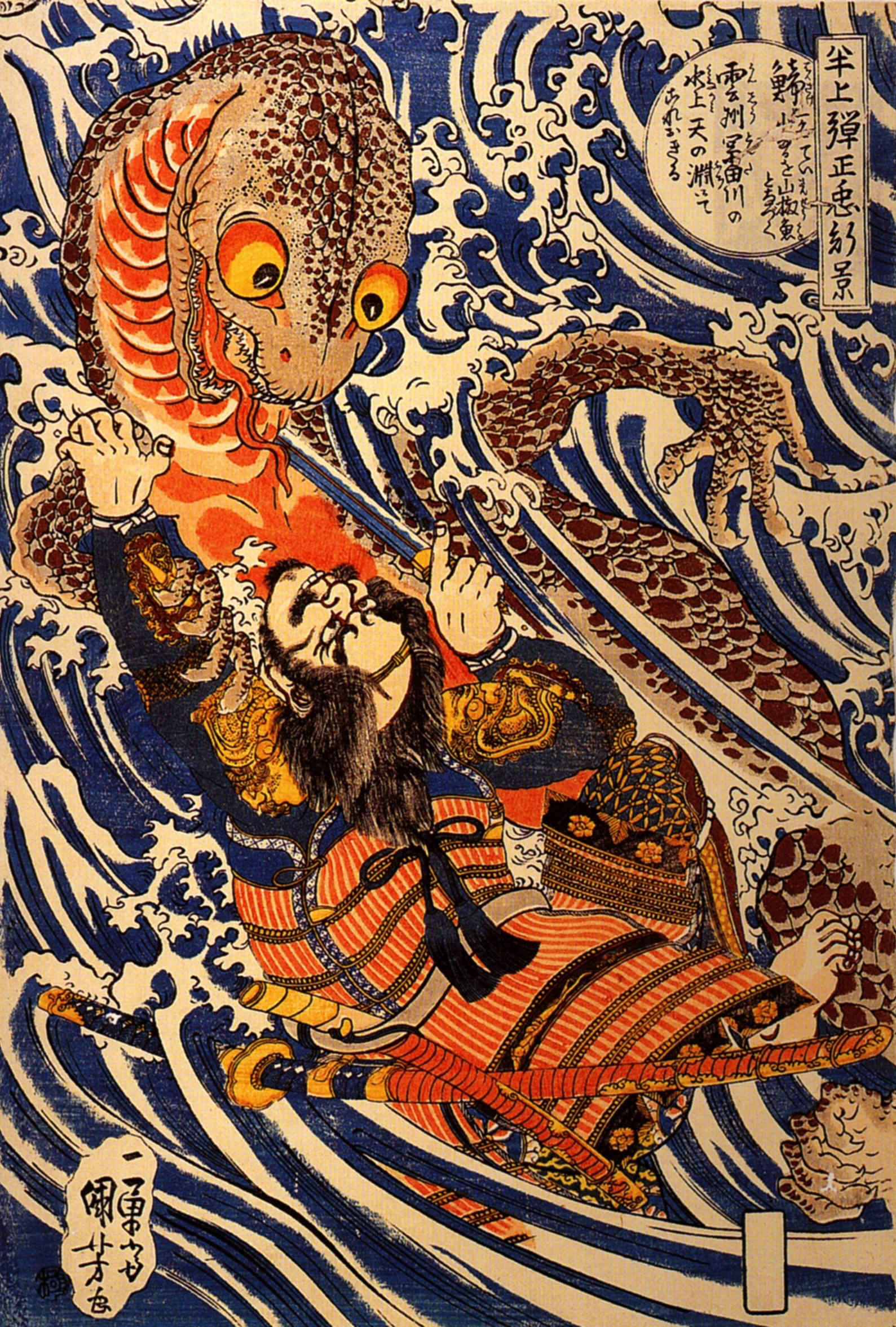
Ukiyo-e do Utagawa Kuniyoshi in ấn minh họa một con kỳ giông khổng lồ bị samurai Hanagami Danjō no jō Arakage đâm.

Kỳ giông khổng lồ Nhật Bản từng là chủ đề của các truyền thuyết và tác phẩm nghệ thuật ở Nhật Bản, ví dụ như trong tác phẩm ukiyo-e của Utagawa Kuniyoshi.
Người ta cho rằng sinh vật thần thoại Nhật Bản nổi tiếng được biết đến như kappa trên thực tế là kỳ giông khổng lồ Nhật Bản